# オルレアンの森

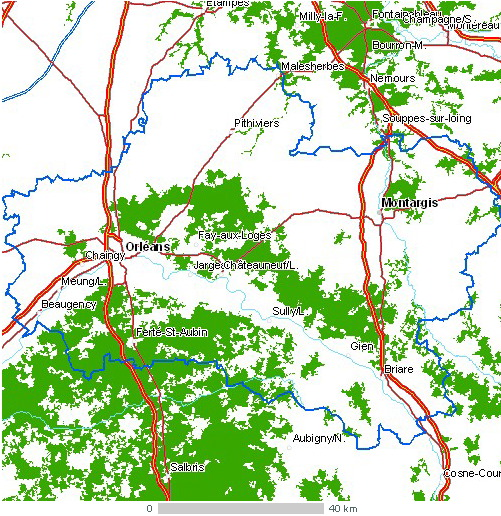
青い線がロワレ県。その中央部、OrléansからGienにかけて斜めに伸びる緑色の部分がオルレアンの森

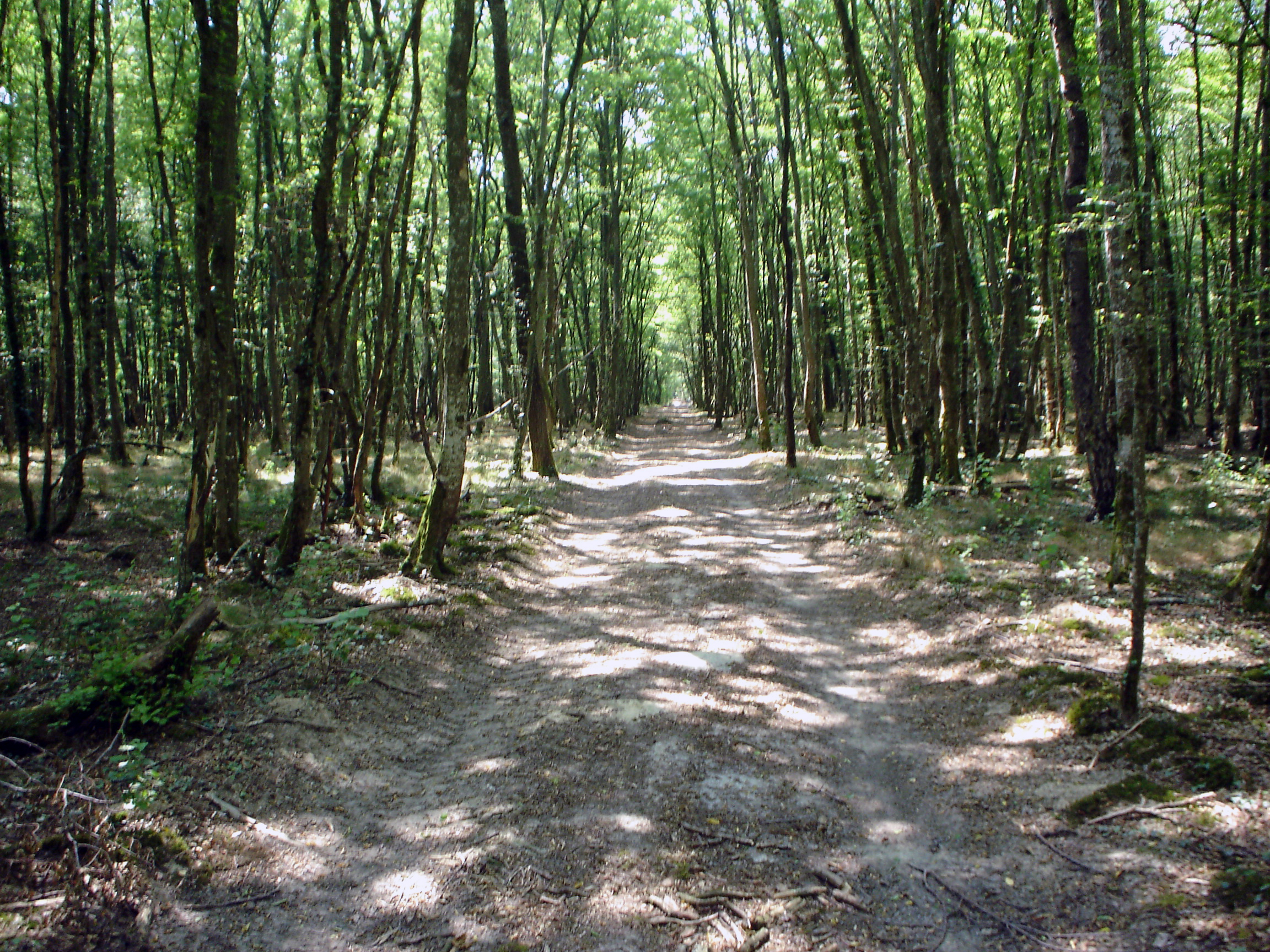
林内の道（サラン）

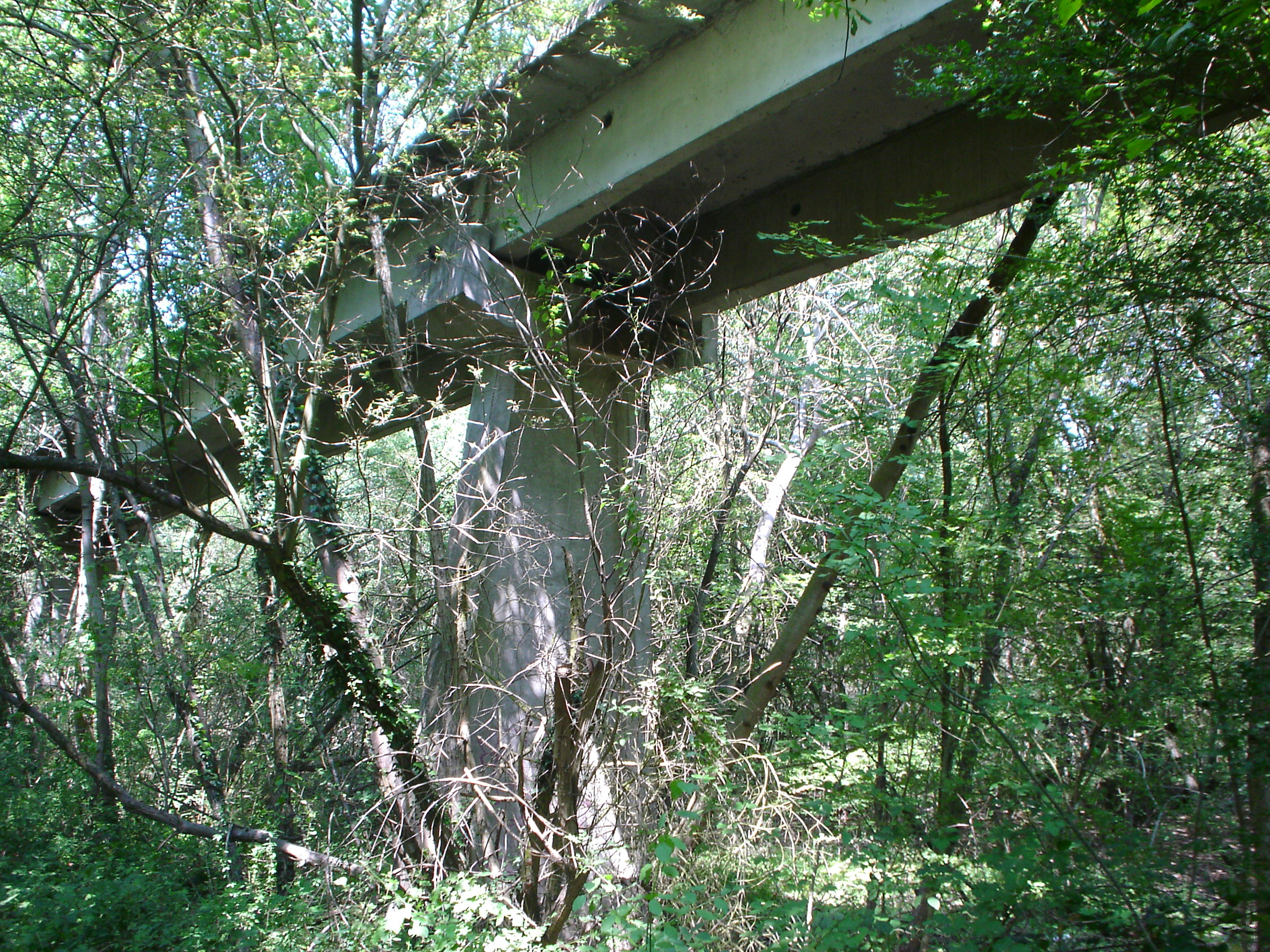
1970年代に開発中止となったアエロトラン（エア浮上式鉄道）の実験線が遺る林内（サラン）

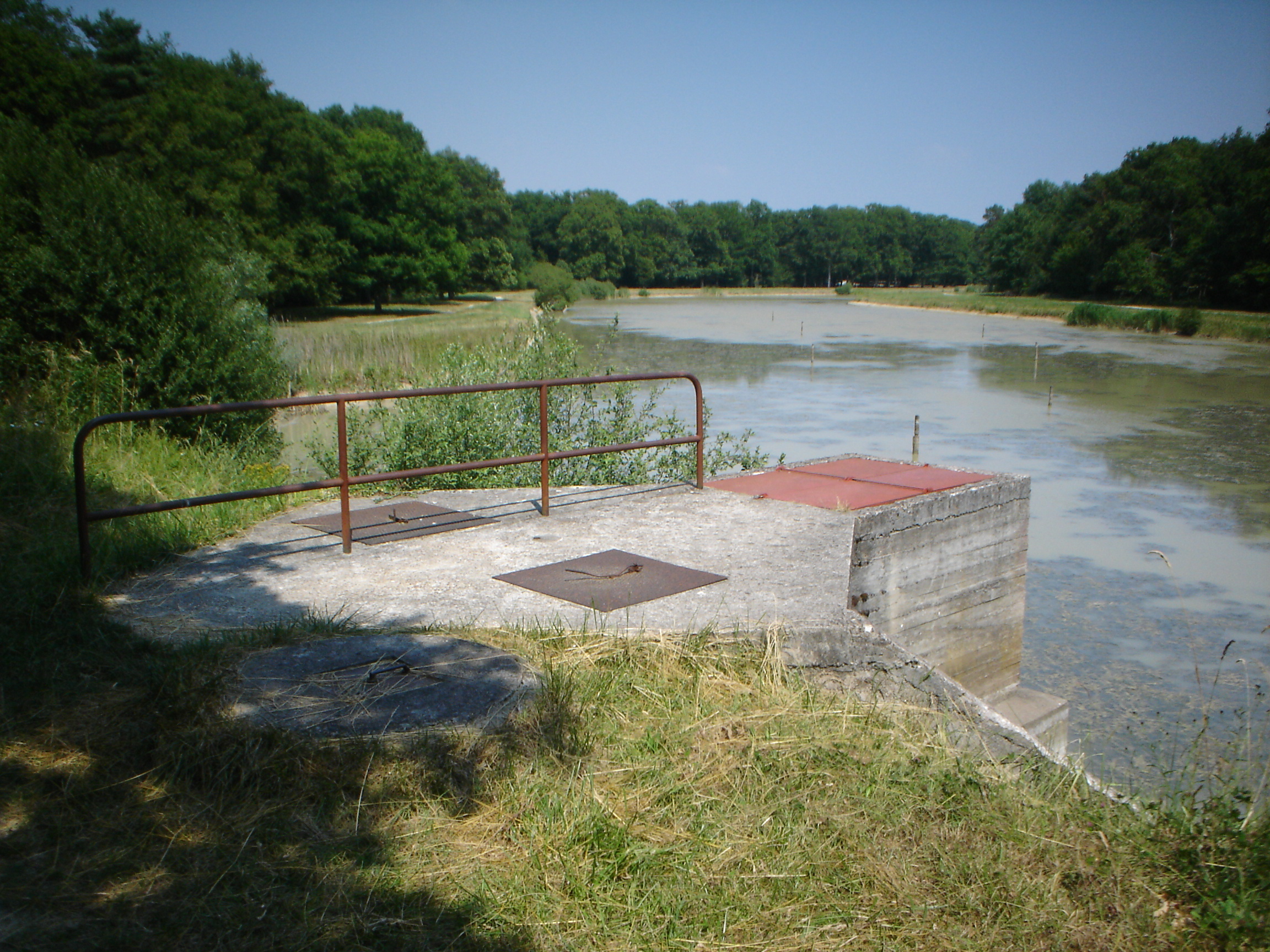
Retrèveの池, （Cercottes）

オルレアンの森（forêt d'Orléans）は、フランスのロワレ県にあるフランス最大の国有林。フランス林業公社（ONF:Office National des Forêts）の中央地域圏に属する。

## 概要
オルレアンからジアンに至る約35000haの平地林で、ロリス山塊を東端として、北側にはボース（Beauce）平野が広がり、南側にはロワール川が流れる。樹林の構成は約51％がナラ類の自然林、残りはオウシュウアカマツやヨーローッパクロマツ類などの針葉樹からなる人工林である。土壌は粘土～砂質の第三紀堆積物から成っており、農耕には適さないとされる。森林は以下の3つの区域に大きく分けられる：
- 西部のオルレアン地区(約6000 ha)
- 中央のIngrannes地区(約14000 ha)
- 東部のロリス地区(約16000 ha)

## 森林管理
フランスでの国有林の管理目的は、1）木材生産・狩猟などの経済活動、2）生態系・生物多様性の保全、3）市民のレクリエーション空間の提供、以上の3点が主要なもので、オルレアン国有林でもこれらの目的に沿った管理がなされており、「フランスの国有林政策を典型的に具現している」（大田、1997）とも言われる。

### 経済活動
森林内の樹木は産業用木材や家庭用薪材として販売される。広葉樹は標準伐期が180年、針葉樹ではオウシュウアカマツが90-100年に設定されており、公務員である森林官が、伐期に達した林分内のフィールド調査で伐採木を選ぶ。これらは毎年6月にカタログとして希望者に配布され、春と秋の年2回の競売で販売される。販売件数の8割は秋の競売によるもので、8月に地方紙上での販売公示、10月に秋期の競売が行われる。樹木は全て立木販売で、実際の伐採・搬出は契約企業によって行われる。一方、一般家庭用の薪材販売は整備対象林内で行われ、事務所で手続きをした希望者が自分で伐採搬出する。このほか、近代的な狩猟や猟犬による伝統的な鹿追い猟も盛んで、その狩猟権からの収入も年間数百万フランに及ぶという。

### 生態系保全
20世紀末頃から生態系の保全、中でも生物多様性の保全の重要性が世界的に広く認識されるようになり、フランスでの森林管理にもそれが反映されるようになった。具体的には、私有林・公有林を問わずかつては植林樹種の多くを針葉樹が占めていたが、この頃からに広葉樹の割合が増加する傾向にあり、オルレアン国有林でも針葉樹林から混交林や広葉樹林への転換が行われつつある。また従来除去していた枯木や倒木なども残すことで多様な微環境を創出し、生物多様性を保全・促進する工夫もなされるようになった。

### レクリエーション
一般市民は自由に森林内に立ち入ることができ、一部を除いて車の通行も可能である。ハイキングのほか、乗馬を楽しむ人も多い。林内ではシカやヨーロッパアナグマ、時にはイノシシに出遭うこともある。